# Делоуч, Джо
Джозеф «Джо» Натаниель Делоуч (англ. Joseph "Joe" Nathaniel DeLoach; род. 5 июня 1967, Бей-Сити, штат Техас, США) — американский легкоатлет, специализировавшийся на спринтерском беге. Олимпийский чемпион на дистанции 200 метров с олимпийским рекордом — 19,75 (1988).